# Presiune statică
În mecanica fluidelor noțiunea de presiune statică se referă la un termen din ecuația lui Bernoulli scrisă ca presiune statică + presiune dinamică = presiune totală. Deoarece măsurătorile de presiune în orice punct al unui fluid dau întotdeauna valoarea presiunii statice, expresia „statică” este adesea omisă. În proiectarea și utilizarea aeronavelor, „presiunea statică” este presiunea aerului din sistemul de presiune statică al aeronavei.

## Presiunea statică în dinamica fluidelor
Conceptul de presiune este esențial pentru studiul fluidelor. O presiune poate fi identificată pentru fiecare punct dintr-un fluid, indiferent dacă fluidul este în mișcare sau nu. Presiunea se măsoară cu manometre de diferite tipuri.
Conceptele de „presiune totală” și „presiune dinamică” provin din ecuația lui Bernoulli și sunt semnificative în studiul tuturor curgerilor de fluide. Aceste două presiuni nu sunt presiuni în sensul obișnuit – nu pot fi măsurate folosind un senzor de presiune. Pentru a evita ambiguitățile privind presiunea, în dinamica fluidelor mulți autori folosesc termenul „presiune statică” pentru a o distinge de „presiune totală” și „presiune dinamică”. Termenul „presiune statică” este identic cu termenul „presiune” și poate fi identificat pentru fiecare punct dintr-un câmp de curgere a fluidului. Presiunea statică poate fi măsurată în fluidul care curge folosind o deschidere a cărei normală este orientată perpendicular pe direcția curgerii.
„Pentru a o distinge de presiunile totale și dinamice, presiunea reală a fluidului, care este asociată nu cu mișcarea sa, ci cu starea sa, este adesea denumită presiune statică, dar acolo unde se folosește doar termenul de presiune, el se referă la această presiune statică.”
Ecuația lui Bernoulli este fundamentală pentru dinamica fluidelor incompresibile. În multe situații de interes ale curgerii fluidelor, schimbările de altitudine sunt nesemnificative și pot fi ignorate. Cu această simplificare, ecuația lui Bernoulli pentru curgerile incompresibile poate fi exprimată ca
{\displaystyle p+{\frac {\rho v^{2}}{2}}=p_{0}}
unde:
{\displaystyle p} este presiunea statică;
{\displaystyle {\frac {\rho v^{2}}{2}}} este presiunea dinamică;
{\displaystyle \rho } este densitatea fluidului,
{\displaystyle v} este viteza curgerii, iar
{\displaystyle p_{0}\;} este presiunea totală, care este constantă de-a lungul unei linii de curent. Ea este cunoscută drept presiunea de stagnare.
Fiecare punct dintr-un fluid care curge constant, indiferent de viteza fluidului în acel punct, are propria presiune statică, {\displaystyle p}, presiune dinamică, :{\displaystyle \rho v^{2}/2} și presiune totală {\displaystyle p_{0}}. Presiunea statică și presiunea dinamică pot varia semnificativ în fluid, dar presiunea totală este constantă de-a lungul fiecărei linii de curent. Într-o curgere irotațională, presiunea totală este aceeași pe toate liniile de curent și, prin urmare, este constantă pe tot parcursul curgerii.
Ecuația lui Bernoulli este fundamentală pentru înțelegerea proiectării și funcționării navelor, a aeronavelor de mică viteză și a vitezometrelor aeronavelor de mică viteză – adică aeronavele a căror viteză maximă va fi mai mică de aproximativ 30 % din viteza sunetului.
Ca o consecință a înțelegerii pe scară largă a termenului de „presiune statică” în raport cu ecuația lui Bernoulli, mulți autori din domeniul dinamicii fluidelor folosesc și ei termenul de presiune statică în loc de doar presiune în aplicații care nu sunt direct legate de ecuația lui Bernoulli.

## Presiunea statică în proiectarea și utilizarea aeronavelor
Priza de presiune statică a tubului pitot al unei aeronave este principala sursă de informații pentru altimetru și, împreună cu priza de presiune totală, acționează și indicatorul vitezei față de aer (vitezometrul).
Sistemul de presiune statică este deschis spre exteriorul aeronavei printr-o mică deschidere numită orificiu static, care permite detectarea presiunii atmosferice ambientale la altitudinea la care zboară aeronava. În zbor, presiunea aerului variază ușor în diferite poziții din jurul exteriorului aeronavei, așa că proiectanții trebuie să selecteze cu atenție pozițiile orificiilor statice. Oriunde ar fi amplasate acestea, presiunea aerului observată la orificii va fi, în general, afectată de unghiul de atac instantaneu al aeronavei.
„Este practic imposibil să se găsească o poziție în care presiunea statică este întotdeauna exact aceeași cu presiunea din curentul de aer liber, departe de aeronavă.”
Diferența dintre presiunea observată și presiunea atmosferică reală (la altitudine) provoacă o mică eroare de poziție cu privire la altitudinea și viteza aerului indicate de instrumente.
„Dintre aceste erori, eroarea de măsurare a presiunii statice este în general cea mai gravă și are denumirea specială de „eroare de poziție”.”
Obiectivul unui proiectant cu privire la amplasarea orificiului static este de a minimiza eroarea de poziție rezultată pe intervalul de operare al aeronavei, atât în ceea ce privește densitatea, cât și viteza aerului.
Mulți autori descriu presiunea atmosferică la altitudinea la care zboară aeronava ca fiind presiunea statică a curentului de aer liber. Cel puțin un autor are o abordare diferită, pentru a evita necesitatea expresiei „presiune statică a curentului de aer liber”. Gracey afirmă că: „Presiunea statică este presiunea atmosferică la nivelul de zbor al aeronavei”. Gracey se referă apoi la presiunea aerului în orice punct apropiat de aeronavă ca fiind „presiunea statică locală”.

## Presiunea statică în statica fluidelor
Termenul de presiune hidrostatică este uneori folosit în statica fluidelor pentru a se referi la presiunea unui fluid la o adâncime nominală în fluid. În statica fluidelor, fluidul este staționar, iar conceptele de presiune dinamică și presiune totală nu sunt aplicabile. Prin urmare, există un risc mic de ambiguitate în utilizarea termenului presiune, dar unii autori preferă să folosească în anumite cazuri termenul de presiune statică.